# اروین استاف
اروین استاف (انگلیسی: Erwin Stoff؛ زادهٔ ۲۶ آوریل ۱۹۵۱) تهیه‌کننده فیلم و مدیرعامل شرکت فیلم‌سازی «۳ آرتز انترتینمنت» اهل ایالات متحده آمریکا است. وی تبار رومانیایی-یهودی دارد.
از فیلم‌ها یا مجموعه‌های تلویزیونی که وی در آن‌ها نقش داشته است، می‌توان به لبه فردا، ماتریکس، من افسانه هستم، ۱۳ ساعت: سربازان مخفی بنغازی و شکست‌ناپذیر اشاره نمود.